# Драгомирови
Драгомирови (рос. Драгомировы) — малоросійський шляхетський та старшинський, пізніше дворянський рід.

## Походження
Походить від давнього шляхетського роду Драгомирецьких гербу Сулима, представник якого Антон Іванович Драгомирецький в 1739 році переселився в Гетьманщину.

## Опис герба
Щит чотирьохчастинний: в 1, перекинута підкова в блакитному полі; в 2, ворон що тримає золоте кільце в червоному полі; в 3, стріла в червоному полі; в 4, золоте кільце в блакитному полі.
Щитотримач: зліва гриф.

## Представники роду
Михайло Іванович Драгомиров (1830—1905) — військовий і державний діяч Російської імперії, генерал-ад'ютант, генерал від інфантерії. Військовий письменник, професор тактики і військової історії Академії Генерального штабу. Правнук Антона Івановича Драгомирецького.
- Володимир Михайлович Драгомиров (1868—1955) — генерал-лейтенант РІА, учасник Білого руху, емігрант;
- Абрам Михайлович Драгомиров (1868—1955) — генерал від кавалерії, учасник Першої світової та Громадянської війни на стороні Білого руху;
- Олександр Михайлович Драгомиров (1872—?)
- Андрій Михайлович Драгомиров (1876—?)
- Олександр Михайлович Драгомиров (1878—1926) — полковник РІА, учасник Першої світової та Громадянської війни на стороні Білого руху, емігрант;
- Софія Михайлівна Драгомирова (187?—?) — дружина генерал-лейтенанта Олександра Лукомського.